# Robert Picardo

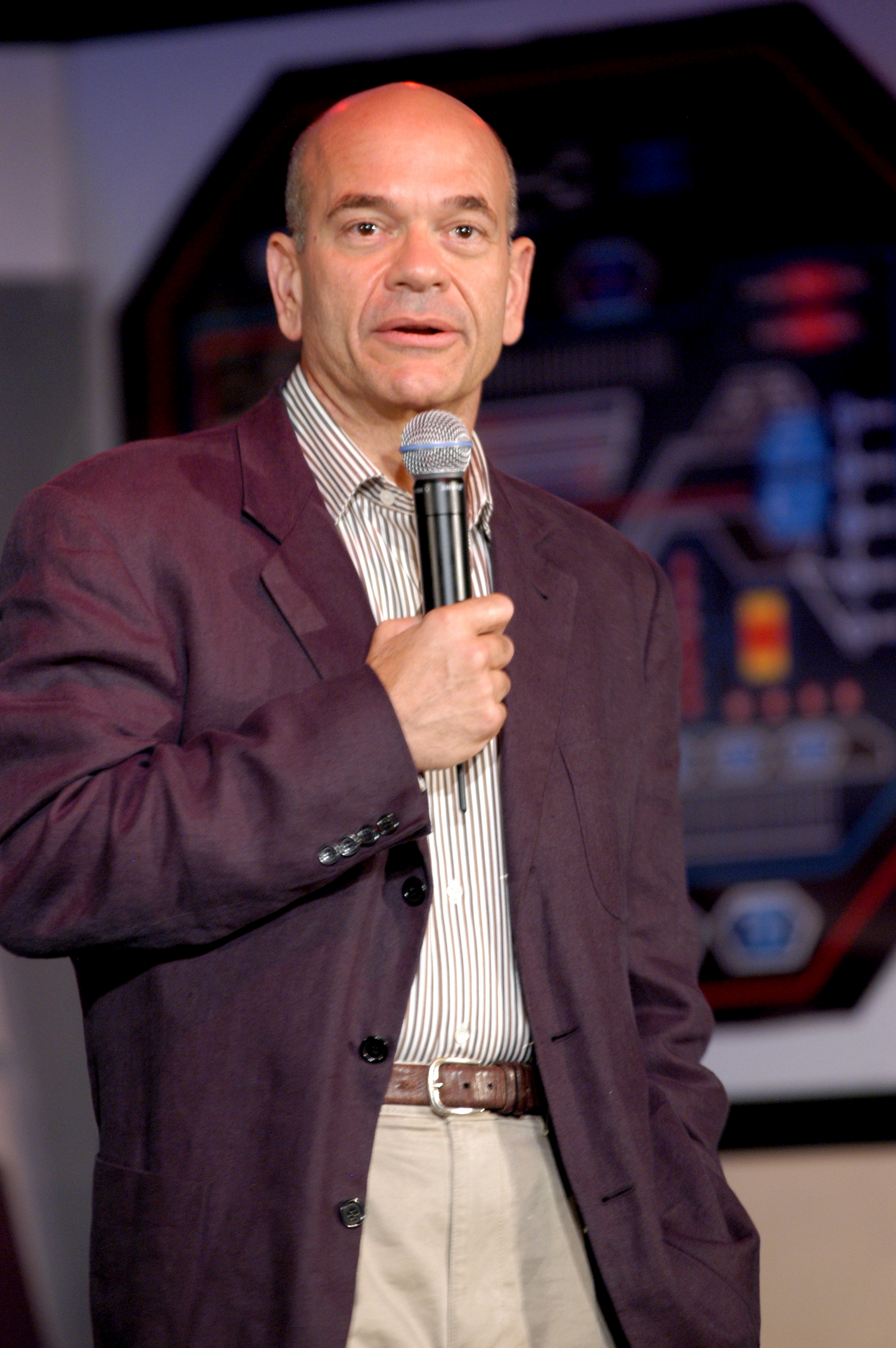
Picardo durante uma convenção de ficção científica em 2005.

Robert "Bob" Picardo (Filadélfia, 27 de outubro de 1953) é um ator norte-americano.
Notabilizou-se como o Treinador Cuttlip, em Anos Incríveis. Depois, atuou como o Dr. Dick Richards, na telessérie China Beach, foi o Doutor (Holograma Médico de Emergência), da telessérie Star Trek: Voyager, e estreou ainda as telesséries Stargate SG-1 e Stargate Atlantis, no papel de Richard Woolsey.[carece de fontes?]